# Creuers auxiliars de la Kriegsmarine

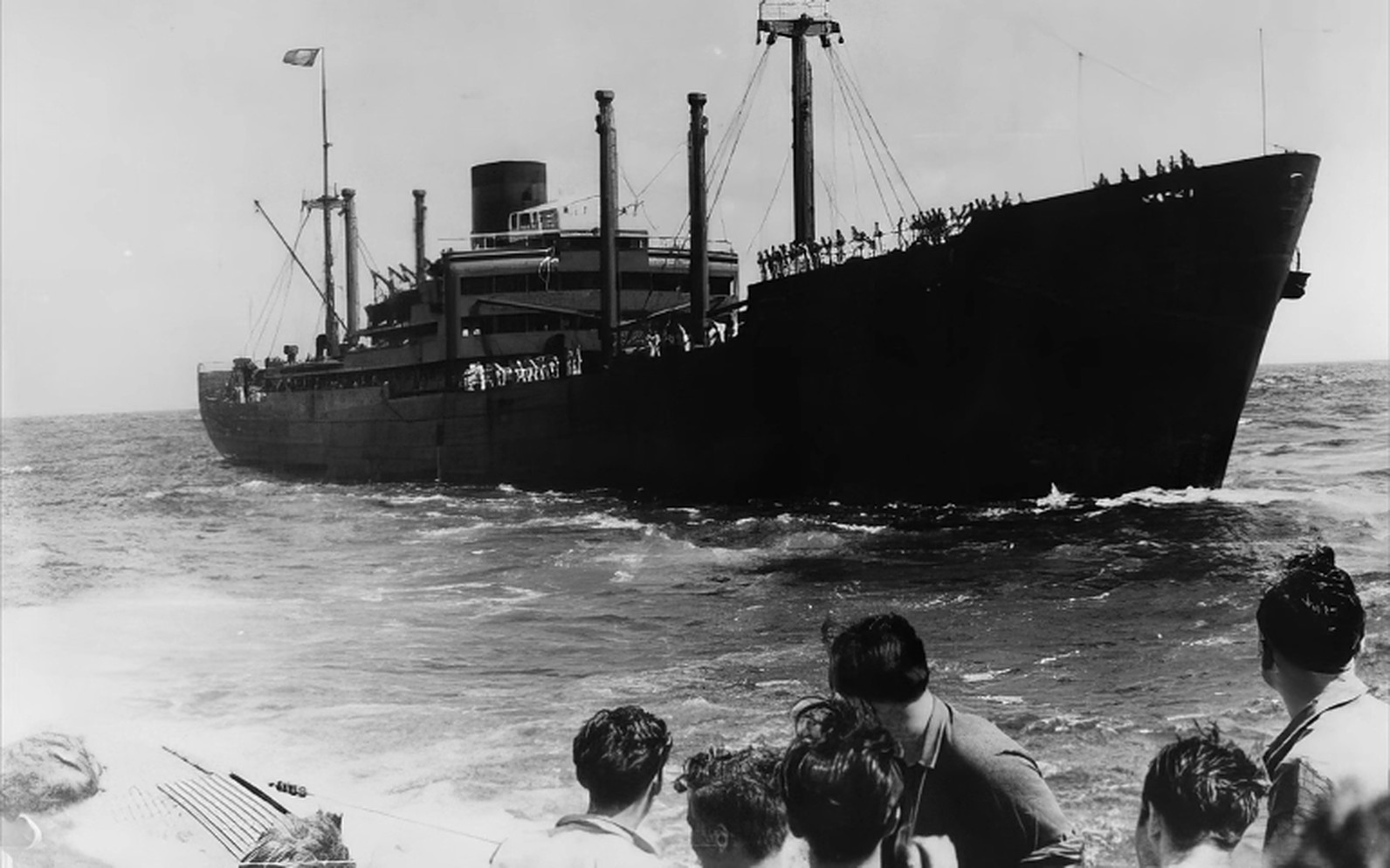
Creuer auxiliar HSK-8 Kormoran es troba amb un submarí U-Boot a alta mar.

Al començament de la Segona Guerra Mundial, la Marina Alemanya (Kriegsmarine) va requisar un conjunt de mercants ràpids per tal de convertir-los en creuers auxiliars. Amb aquests vaixells es pretenia realitzar una guerra de cors, és a dir atacar els mercants enemics per tal de dificultar l'abastiment dels països enemics i forçar la desviació de vaixells de guerra i recursos per a la seva escorta. Així doncs aquests vaixells complementaven l'acció dels submarins U-Boot. Per altra banda podien passar desapercebuts, camuflats com a mercants de països neutrals o aliats (en el que s'anomena operació de falsa ensenya). Aquests mercants també tenien l'avantatge de disposar d'una gran autonomia i capacitat de càrrega, això els permetia realitzar llargs creuers de combat.

## Característiques

Esquema del creuer auxiliar HSK-7 Komet mostrant la posició camuflada de les armes.

En general els vaixells mercants requisats havien estat construïts als anys 30 i ja havien estat dissenyats (a instàncies del govern alemany) amb punts forts per tal d'instal·lar-hi armament, per la resta no es diferenciaven de qualsevol altre mercant. Tan bon punt van ser requisats aquests mercants s'enviaren a les drassanes per a la seva reconversió, però la falta de plànols específics va alentir el procés. No obstant això hi havia un grau notable d'estandardització en l'armament: 
- 6 canons navals de calibre de 15 cm en muntatges senzills i camuflats.
- 2 a 6 tubs llança-torpedes
- Diversos canons automàtics de calibres 40 mm, 37 mm i 20 mm.[1]
- Mines navals per minar ports distants.[2]

La majoria d'aquests vaixells corsaris portaven un hidroavió de reconeixement Arado Ar 196 a més alguns transportaven una petita E-Boot (llanxa llançatorpedes).
A part de l'armament les modificacions incorporaven una capacitat major de combustible i provisions per tal de garantir els subministraments en els creuers de combat lluny de qualsevol port amic. També comptaven amb aparells de ràdio potents i tallers per a mantenir la nau en bon estat durant els llargs creuers. Així mateix disposaven d'habitacles específics per les tripulacions dels vaixells abordats, que es mantenien com a presoners a bord.

## Història operativa
Durant la Segona Guerra Mundial alemanya va operar 9 creuers auxiliars i va aconseguir enfonsar 142 vaixells enemics, amb un tonatge superior a les 870.000 tones. Això comporta un alt rendiment operatiu, ja que la inversió en homes i material fou comparativament baixa: només 3.400 tripulants i oficials van servir en els 9 creuers auxiliars i armar aquests va costar només un 1% del cost del cuirassat Bismarck.
En total es van realitzar 10 creuers d'atac al comerç (un dels creuers auxiliars va realitzar 2 missions) des de l'abril de 1940 fins a desembre de 1942. Cinc d'aquest vaixells van ser destruïts en acció, un per una explosió a Yokohama i un va ser danyat a les costes franceses i no va poder continuar la missió.
Per condecorar els tripulants d'aquest vaixells el Großadmiral Erich Raeder feu crear l'any 1941 una insígnia específica per a les tripulacions dels creuers auxiliars de la Kriegsmarine, anomenada Insígnia dels Creuers Auxiliars de Guerra (en alemany Kriegsabzeichen für Hilfskreuzer).

## Llista dels creuers auxiliars
El primer Hilfskreuzer l'HSK-1 Orion va entrar en acció el març de 1940, poc abans de la invasió de Noruega. Aquesta és la llista de creuers auxiliars completats per la Kriegsmarine:
- HSK-1 Orion
- HSK-2 Atlantis
- HSK-3 Widder
- HSK-4 Thor
- HSK-5 Pinguin
- HSK-6 Stier
- HSK-7 Komet
- HSK-8 Kormoran
- HSK-9 Michel
- Coronel (nombre HSK no assignat, no va ser actiu en operacions d'atac a mercants.)
- Hansa (nombre HSK no assignat, no va ser actiu en operacions d'atac a mercants, utilitzat com a vaixell d'entrenament.)